# یواس‌اس ال‌اس‌تی-۵۵۵
یواس‌اس ال‌اس‌تی-۵۵۵ (به انگلیسی: USS LST-555) یک کشتی بود که طول آن ۳۲۸ فوت (۱۰۰ متر) بود. این کشتی در سال ۱۹۴۴ ساخته شد.